# Alejandro Silva Bascuñán
Alejandro Silva Bascuñán (Talca, 31 de diciembre de 1910-11 de septiembre de 2013), fue un jurista y constitucionalista chileno, fundador de la Falange Nacional e integrante de la Comisión redactora del anteproyecto de la Constitución Política de 1980.

## Familia y estudios
Nació en la comuna chilena de Talca el 31 de diciembre de 1910, hijo de Marco Antonio Silva y Ludmila Bascuñán. Realizó sus estudios superiores en la Facultad de Derecho de la Pontificia Universidad Católica de Chile (PUC), egresando en 1933, y obteniendo, ese mismo año, el «premio Tocornal» entregado por la casa de estudios. Realizó numerosos estudios relativos al derecho público en Chile.

## Carrera profesional
Asimismo, fue activista en numerosas causas sociales, como Acción Católica, siendo el presidente del Consejo Nacional de Hombres de dicha entidad entre 1950 y 1958.[cita requerida]
A lo largo de su extensa actividad profesional fue presidente del Colegio de Abogados de Chile entre 1964 y 1975; abogado integrante de la Corte Suprema entre 1991 y 1994; y profesor de derecho constitucional de la Pontificia Universidad Católica de Chile desde 1946.

## Influencia en la Constitución chilena de 1980
Tras el golpe de Estado de 1973, fue llamado por la Junta Militar de Gobierno de la dictadura militar del general Augusto Pinochet para formar parte de la Comisión de Estudios de la Nueva Constitución, también conocida como Comisión Ortúzar, la cual integró desde octubre de 1973 hasta el 22 de marzo de 1977, cuando por desacuerdos con la Junta abandonó públicamente la comisión. Dicha comisión redactó el anteproyecto de la Constitución de 1980.
Entonces, junto a otros destacados juristas como Patricio Aylwin, Hugo Pereira, Francisco Cumplido y Jorge Mario Quinzio formó el Grupo de Estudios Constitucionales, también llamado "Grupo de los 24", que promovió un proyecto alternativo al que sería llevado a plebiscito nacional de 1980, y que si bien entonces no fue tomado en cuenta, si serviría de base para numerosas de las reformas introducidas a la Constitución chilena mediante el plebiscito nacional de 1989.

## Premios
- Por su labor en la «Acción Católica», fue condecorado por el papa Paulo VI con la Orden de San Silvestre.[cita requerida]
- Doctorado honoris causa por la Pontificia Universidad Católica de Chile en 1991.[cita requerida]
- Oficial de la Orden de Isabel la Católica en 1998, de manos del rey Juan Carlos I de España.[cita requerida]

## Publicaciones
Es el comentarista más importante de las constituciones chilenas del siglo XX. Su obra más famosa es el Tratado de Derecho Constitucional, de dos ediciones. La primera edición, de tres tomos, publicada en 1963, analiza los principios y normas de la Constitución de 1925. La segunda edición, de doce tomos hasta la fecha, publicada a partir de 1997, analiza detalladamente la Teoría Constitucional y la Constitución de 1980.

### Selección de libros
- Silva, Alejandro (1980). Derecho político: ensayo de una síntesis. Santiago de Chile: Editorial Jurídica de Chile. Consultado el 27 de diciembre de 2019.
- Badcuñan Silva, Alejandro (1949). Una experiencia social cristiana. Santiago de Chile: Del Pacífico. Consultado el 27 de diciembre de 2019.

### Selección de artículos en revistas
- Bascuñán, Alejandro Silva (1996). «Legalidad de expropiación». Revista chilena de derecho 23 (1): 99-126. ISSN 0716-0747. Consultado el 27 de diciembre de 2019.
- Bascuñán, Alejandro Silva (1993). «EN TORNO AL PODER JUDICIAL». Revista Chilena de Derecho 20 (1): 141-147. ISSN 0716-0747. Consultado el 27 de diciembre de 2019.
- Silva Bascuñán, Alejandro (1993). «Misión del Tribunal Constitucional.». Revista chilena de derecho 20 (2 y 3): 481-490. Consultado el 27 de diciembre de 2019.